# Sebastián Martínez
Sebastián Ignacio Martínez Muñoz (Santiago del Cile, 6 giugno 1993) è un calciatore cileno, centrocampista del Dep. Concepción.

## Palmarès

### Club

#### Competizioni nazionali
- Campionato cileno: 6

Universidad de Chile: 2011 (A), 2011 (C), 2012 (A), 2014 (A)
- Coppa del Cile: 1

Universidad de Chile: 2012-2013
- Coppa Sudamericana: 1

Universidad de Chile: 2011